# Třída U 19
Třída U 19 byla třída ponorek německé Kaiserliche Marine z období první světové války. Celkem byly postaveny čtyři jednotky této třídy. Ve službě byly v letech 1913–1918. Jednu část války provozovalo Rakousko-uherské námořnictvo. Jedna byla za války ztracena a tři získala Velká Británie v rámci reparací. Byly to první německé ponorky poháněné diesely a zároveň první německé ponorky vyzbrojené 500mm torpédomety.

## Stavba
Německá loděnice Kaiserliche Werft Danzig v Danzigu postavila celkem čtyři ponorky tohoto typu.
Jednotky třídy U 19:
| Jméno | Loděnice   | Založení kýlu | Spuštění na vodu  | Vstup do služby | Osud |
| ----- | ---------- | ------------- | ----------------- | --------------- | --- |
| U 19  | KW, Danzig | 1910          | 10. října 1912    | červenec 1913   | Roku 1918 předána Velké Británii, sešrotována.                                                                                       |
| U 20  | KW, Danzig | 1910          | 18. prosince 1912 | srpen 1913      | Dne 5. listopadu 1916 ztroskotala na západním pobřeží Dánska. Posádka ji částečně vyhodila do vzduchu.                               |
| U 21  | KW, Danzig | 1910          | 8. února 1913     | říjen 1913      | V letech 1915–1917 operovala pod Rakousko-uherskou vlajkou jako SM U 36. Ztracena 22. února 1919 při cestě k předání Velké Británii. |
| U 22  | KW, Danzig | 1910          | 6. března 1913    | listopad 1913   | Roku 1918 předána Velké Británii, sešrotována.                                                                                       |

## Konstrukce

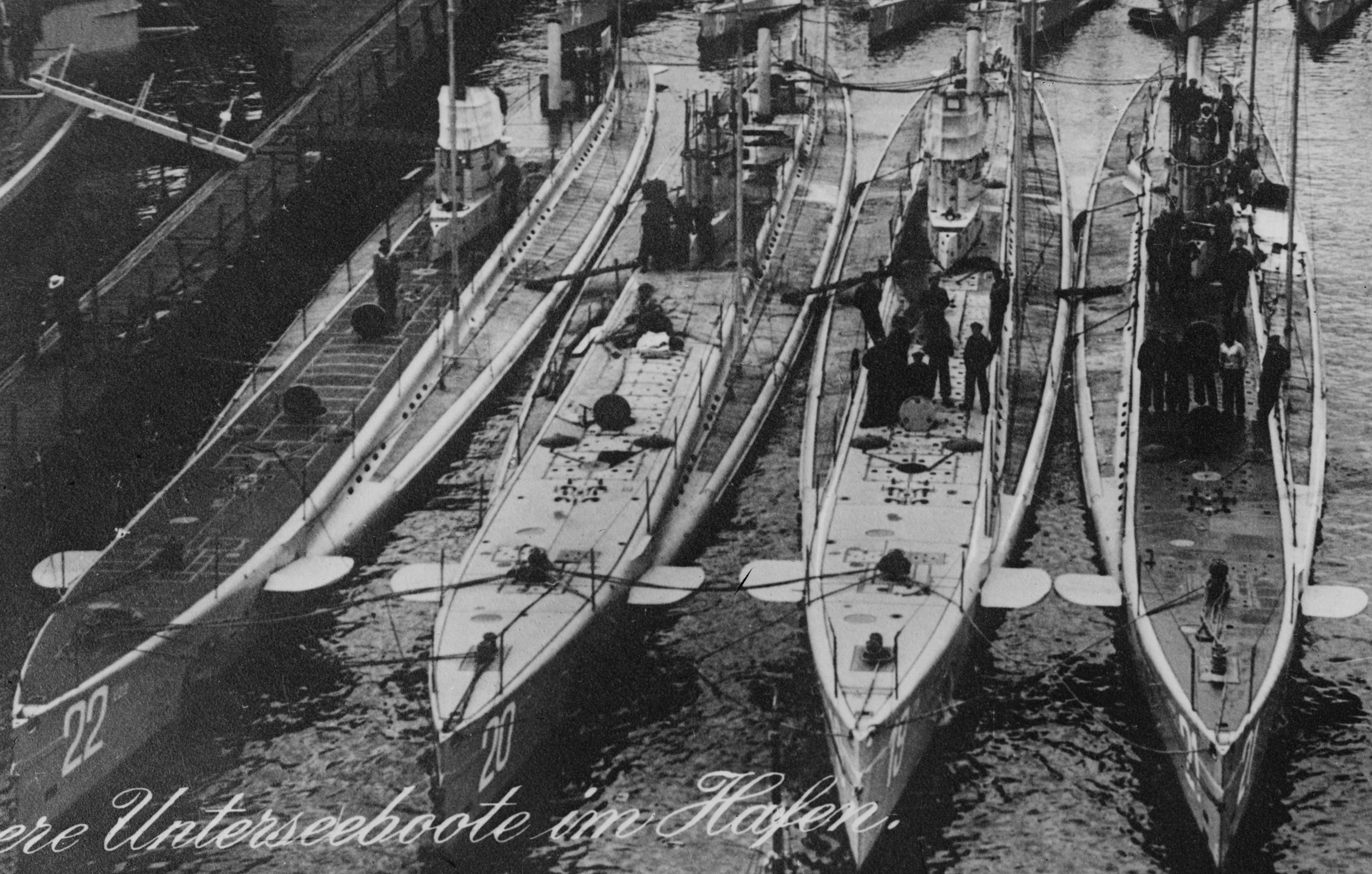
Společný snímek ponorek třidy U 19

Ponorky měly dvojtrupou koncepci. Výzbroj tvořily čtyři 500mm torpédomety (dva příďové a dva záďové) se zásobou šesti torpéd. Pohonný systém tvořily dva diesely MAN o výkonu 1700 bhp (2× 850 hp) a dva elektromotory o výkonu 1200 shp, pohánějící dva lodní šrouby. Nejvyšší rychlost dosahovala 15,4 uzlu na hladině a 9,5 uzlu pod hladinou. Dosah byl 7600 námořních mil při rychlosti 8 uzlů na hladině a 80 námořních mil při rychlosti 5 uzlů pod hladinou. Operační hloubka ponoru dosahovala 50 metrů.

### Modifikace
V letech 1914–1915 byly vyzbrojeny 88mm kanónem TK L/30 C/08.

## Služba

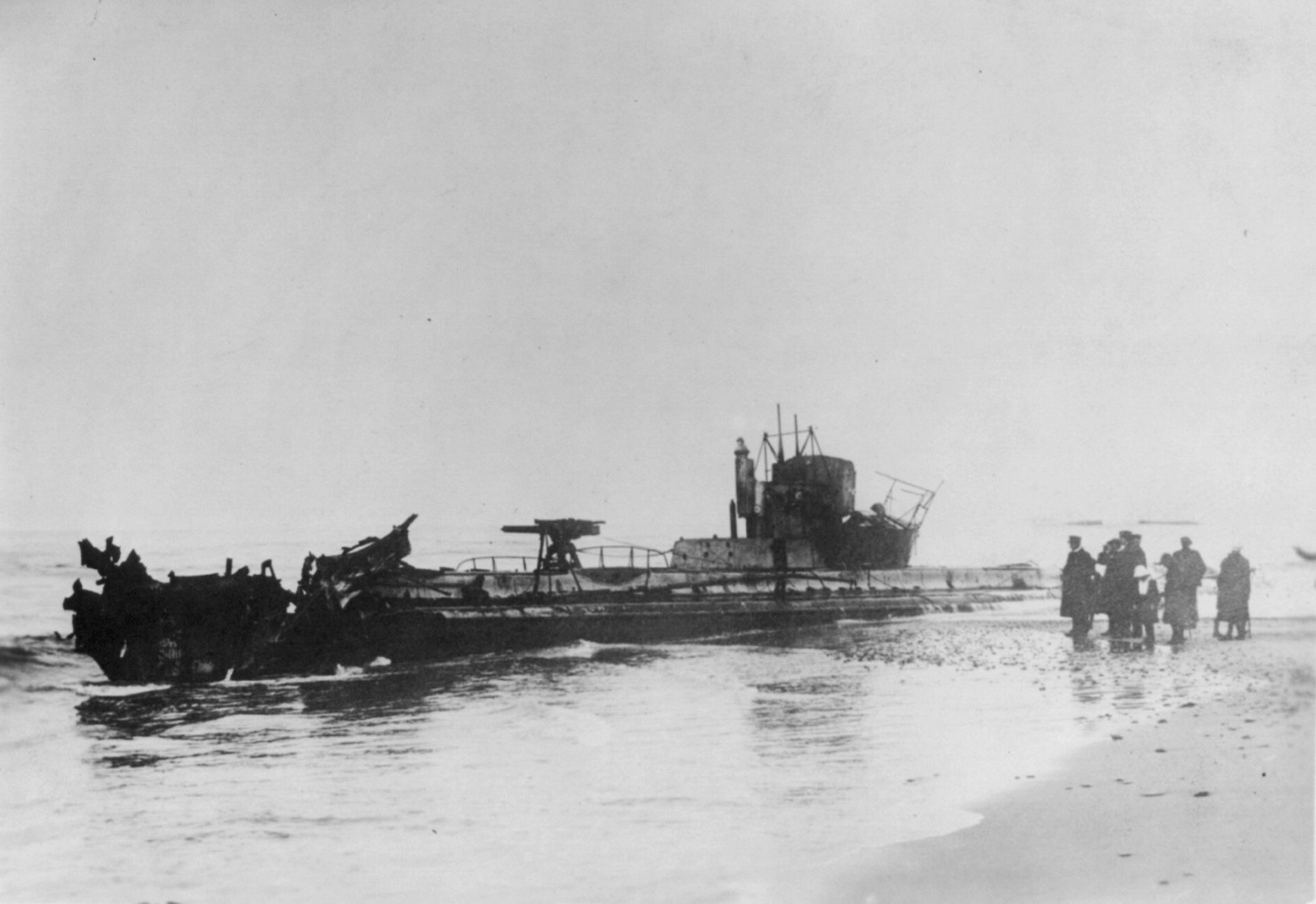
Ponorka U 20 ztroskotaná na dánském pobřeží

Ponorky byly bojově nasazeny za první světové války, přičemž dvě byly ve službě ztraceny. Celkem potopily 174 civilních plavidel o výtlaku 370 567 t. Mezi oběti ponorky U 20 patřila i pasažérská loď RMS Lusitania. Ponorka U 21 mimo jiné potopila britský malý chráněný křižník HMS Pathfinder, což byla první moderní válečná loď potopená ponorkou. Zničila rovněž predreadnoughty HMS Triumph a HMS Majestic a dále francouzský pancéřový křižník Admiral Charner.
Služba třídy U 19:
| Jméno   | Patroly | Potopené lodě   | Poškozené lodě | Zajaté lodě | Válečné lodě | Poznámka                                                                             |
| ------- | ------- | --------------- | -------------- | ----------- | --- | ------------------------------------------------------------------------------------ |
| U 19    | 12      | 58 (99 182 t)   | 3 (4224 t)     | 1 (733 t)   | 0 | [ 5 ]                                                                                |
| U 20    | 7       | 37 (145 830 t)  | 1 (2246 t)     | 0           | 1 (poškozená) | Mezi potopenými byla RMS Lusitania. Poškozen portugalský dělový člun Ibo.            |
| U 21    | 11      | 36 (79 005 t)   | 2 (8918 t)     | 0           | HMS Pathfinder – chráněný křižník HMS Triumph – predreadnought HMS Majestic – predreadnought Admiral Charner – pancéřový křižník | [ 7 ]                                                                                |
| U 22    | 14      | 43 (46 550 t)   | 3 (8988 t)     | 1 (1170 t)  | 0 | Mezi potopenými pomocný křižník India. Omylem také potopila německou ponorku SM U 7. |
| Celkem: | 44      | 174 (370 567 t) | 9 (24 376 t)   | 2 (1903 t)  | 2 predreadnoughty 2 křižníky |                                                                                      |